# Echitație la Jocurile Olimpice de vară din 2020 - dresaj individual
Proba de echitație dresaj individual de la Jocurile Olimpice de vară din 2020 a avut loc în perioada 25-28 iulie 2021 la Equestrian Park, Tokyo.

## Program
Orele sunt ora Japoniei (UTC+9) 
| Data                    | Timp  | Etapă             |
| ----------------------- | ----- | ----------------- |
| Sâmbătă, 24 iulie 2021  | 22:00 | Grand Prix Ziua 1 |
| Duminică, 25 iulie 2021 | 22:00 | Grand Prix Ziua 2 |
| Miercuri, 28 iulie 2021 | 17:30 | Finala            |

## Rezultate

### Grand Prix
| Loc | Grupa | Călăreț                   | Țară                       | Cal                            | Scor GP | Note |
| --- | ----- | ------------------------- | -------------------------- | ------------------------------ | ------- | ---- |
| 1   | C     | Jessica von Bredow-Werndl | Germania                   | TSF Dalera                     | 84,379  | C    |
| 2   | F     | Isabell Werth             | Germania                   | Bella Rose 2                   | 82,500  | C    |
| 3   | B     | Cathrine Dufour           | Danemarca                  | Bohemian                       | 81,056  | C    |
| 4   | F     | Charlotte Dujardin        | Marea Britanie             | Gio                            | 80,963  | C    |
| 5   | E     | Dorothee Schneider        | Germania                   | Showtime FRH                   | 78,820  | C    |
| 6   | B     | Edward Gal                | Olanda                     | Total Us                       | 78,649  | C    |
| 7   | C     | Sabine Schut-Kery         | Statele Unite ale Americii | Sanceo                         | 78,416  | C    |
| 8   | A     | Charlotte Fry             | Marea Britanie             | Everdale                       | 77,096  | C    |
| 9   | C     | Hans Peter Minderhoud     | Olanda                     | Dream Boy                      | 76,817  | c    |
| 10  | D     | Carina Cassøe Krüth       | Danemarca                  | Heiline's Danciera             | 76,677  | C    |
| 11  | F     | Steffen Peters            | Statele Unite ale Americii | Suppenkasper                   | 76,196  | c    |
| 12  | A     | Therese Nilshagen         | Suedia                     | Dante Weltino Old              | 75,140  | C    |
| 13  | C     | Carl Hester               | Marea Britanie             | En Vogue                       | 75,124  | c    |
| 14  | D     | Adrienne Lyle             | Statele Unite ale Americii | Salvino                        | 74,876  | R    |
| 15  | E     | Juliette Ramel            | Suedia                     | Buriel K.H.                    | 73,369  | C    |
| 16  | A     | Nanna Skodborg Merrald    | Danemarca                  | Zack                           | 73,168  | c    |
| 17  | C     | Rodrigo Torres            | Portugalia                 | Fogoso                         | 72,624  | c    |
| 18  | B     | Beatriz Ferrer-Salat      | Spania                     | Elegance                       | 72,096  | c    |
| 19  | F     | Brittany Fraser-Beaulieu  | Canada                     | All In                         | 71,677  | c    |
| 20  | E     | Marlies van Baalen        | Olanda                     | Go Legend                      | 71,615  |      |
| 21  | D     | Christian Schumach        | Austria                    | Te Quiero SF                   | 70,900  |      |
| 22  | A     | Yvonne Losos de Muñiz     | Republica Dominicană       | Aquamarijn                     | 70,869  |      |
| 23  | D     | Laurence Roos             | Belgia                     | Fil Rouge                      | 70,699  |      |
| 24  | E     | Morgan Barbançon          | Franța                     | Sir Donnerhall II OLD          | 70,543  |      |
| 25  | E     | Nicolas Wagner            | Luxemburg                  | Quarter Back Junior FHR        | 70,512  |      |
| 26  | A     | João Oliva                | Brazilia                   | Escorial                       | 70,419  |      |
| 27  | B     | Maria Caetano             | Portugalia                 | Fenix de Tineo                 | 70,311  |      |
| 28  | E     | Domien Michiels           | Belgia                     | Intermezzo Van Het Meerdaalhof | 70,202  |      |
| 29  | F     | João Miguel Torrao        | Portugalia                 | Equador                        | 70,186  |      |
| 30  | F     | Florian Bacher            | Austria                    | Fidertraum                     | 69,813  |      |
| 31  | B     | Inessa Merkulova          | COR                        | Mister X                       | 69,457  |      |
| 32  | C     | José Antonio Garcia Mena  | Spania                     | Sorento 15                     | 69,146  |      |
| 33  | F     | Maxime Collard            | Franța                     | Cupido PB                      | 69,068  |      |
| 34  | C     | Alexandre Ayache          | Franța                     | Zo What                        | 68,929  |      |
| 35  | B     | Antonia Ramel             | Suedia                     | Brother de Jeu                 | 68,540  |      |
| 36  | D     | Simone Pearce             | Australia                  | Destano                        | 68,494  |      |
| 37  | D     | Heike Holstein            | Irlanda                    | Sambuca                        | 68,432  |      |
| 38  | D     | Severo Jurado             | Spania                     | Fendi T                        | 68,370  |      |
| 39  | B     | Chris von Martels         | Canada                     | Eclips                         | 68,059  |      |
| 40  | A     | Mary Hanna                | Australia                  | Calanta                        | 67,981  |      |
| 41  | E     | Estelle Wettstein         | Elveția                    | West Side Story OLD            | 67,748  |      |
| 42  | C     | Larissa Pauluis           | Belgia                     | Flambeau                       | 67,251  |      |
| 43  | B     | Francesco Zaza            | Italia                     | Wispering Romance              | 66,941  |      |
| 44  | F     | Yessin Rahmouni           | Maroc                      | All at Once                    | 66,599  |      |
| 45  | F     | Hiroyuki Kitahara         | Japonia                    | Huracan 10                     | 66,304  |      |
| 46  | F     | Virginia Yarur            | Chile                      | Ronaldo                        | 66,227  |      |
| 47  | A     | Inna Logutenkova          | Ucraina                    | Fleraro                        | 66,118  |      |
| 48  | E     | Shingo Hayashi            | Japonia                    | Scolari 4                      | 65,714  |      |
| 49  | B     | Dina Ellermann            | Estonia                    | Donna Anna                     | 65,435  |      |
| 50  | D     | Lindsay Kellock           | Canada                     | Sebastien                      | 65,404  |      |
| 51  | E     | Martha Del Valle          | Mexic                      | Beduino LAM                    | 64,876  |      |
| 52  | C     | Henri Ruoste              | Finlanda                   | Kontestro DB                   | 64,674  |      |
| 53  | C     | Aleksandra Maksakova      | COR                        | Bojengels                      | 63,898  |      |
| 54  | D     | Tatyana Kosterina         | COR                        | Diavolessa VA                  | 63,866  |      |
| 55  | A     | Kim Dong-seon             | Coreea de Sud              | Belstaff                       | 63,447  |      |
| 56  | A     | Kazuki Sado               | Japonia                    | Ludwig Der Sonnenkoenig 2      | 62,531  |      |
| 57  | E     | Kelly Layne               | Australia                  | Samhitas                       | 58,354  |      |
| —   | D     | Caroline Chew             | Singapore                  | Tribiani                       | EL      | EL   |
| —   | B     | Victoria Max-Theurer      | Austria                    | Abegglen NRW                   | R       | R    |

### Grand Prix Freestyle
| Loc | Călăreț                   | Țară                       | Cal                | Score GPF | Note |
| --- | ------------------------- | -------------------------- | ------------------ | --------- | ---- |
| 1   | Jessica von Bredow-Werndl | Germania                   | TSF Dalera         | 91,732    |      |
| 2   | Isabell Werth             | Germania                   | Bella Rose 2       | 89,657    |      |
| 3   | Charlotte Dujardin        | Marea Britanie             | Gio                | 88,543    |      |
| 4   | Cathrine Dufour           | Danemarca                  | Bohemian           | 87,507    |      |
| 5   | Sabine Schut-Kery         | Statele Unite ale Americii | Sanceo             | 84,300    |      |
| 6   | Edward Gal                | Olanda                     | Total Us           | 84,157    |      |
| 7   | Carina Cassøe Krüth       | Danemarca                  | Heiline's Danciera | 83,329    |      |
| 8   | Carl Hester               | Marea Britanie             | En Vogue           | 81,818    |      |
| 9   | Juliette Ramel            | Suedia                     | Buriel K.H.        | 81,182    |      |
| 10  | Steffen Peters            | Statele Unite ale Americii | Suppenkasper       | 80,968    |      |
| 11  | Nanna Skodborg Merrald    | Danemarca                  | Zack               | 80,893    |      |
| 12  | Hans Peter Minderhoud     | Olanda                     | Dream Boy          | 80,682    |      |
| 13  | Charlotte Fry             | Marea Britanie             | Everdale           | 80,614    |      |
| 14  | Therese Nilshagen         | Suedia                     | Dante Weltino Old  | 79,721    |      |
| 15  | Dorothee Schneider        | Germania                   | Showtime FRH       | 79,432    |      |
| 16  | Rodrigo Torres            | Portugalia                 | Fogoso             | 78,943    |      |
| 17  | Beatriz Ferrer-Salat      | Spania                     | Elegance           | 77,532    |      |
| 18  | Brittany Fraser-Beaulieu  | Canada                     | All In             | 76,404    |      |